# Cantonul Brest-Centre
Cantonul Brest-Centre este un canton din arondismentul Brest, departamentul Finistère, regiunea Bretania, Franța.